# Damernas dubbelsculler i rodd vid olympiska sommarspelen 1996
Damernas dubbelsculler i rodd vid olympiska sommarspelen 1996 avgjordes mellan den 21 och 27 juli 1996 på Lake Lanier i Atlanta, Georgia.

## Medaljörer
| Gren          | Guld                                    | Silver                              | Brons                             |
| Dubbelsculler | Kathleen Heddle och Marnie McBean (CAN) | Zhang Xiuyun och Cao Mianying (CHN) | Irene Eijs och Eeke van Nes (NED) |

## Försöksheat
- SA/B betyder att roddarna kvalificerade sig för semifinal A/B.
- R betyder att roddarna kvalificerade sig för återkvalet.

### Heat 1
| Placering | Roddare                              | Land     | Tid     | Noteringar |
| --------- | ------------------------------------ | -------- | ------- | ---------- |
| 1         | Kathleen Heddle Marnie McBean        | Kanada   | 7.23,07 | SA/B       |
| 2         | Zhang Xiuyun Cao Mianying            | Kina     | 7.26,47 | SA/B       |
| 3         | Michelle Knox-Zaloom Jennifer Devine | USA      | 7.31,98 | SA/B       |
| 4         | Sanita Ozoliņa Liene Lutere          | Lettland | 7.36,18 | R          |
| 5         | Erika Bello Marianna Barelli         | Italien  | 7.47,07 | R          |

### Heat 2
| Placering | Roddare                         | Land       | Tid     | Noteringar |
| --------- | ------------------------------- | ---------- | ------- | ---------- |
| 1         | Marina Hatzakis Bronwyn Roye    | Australien | 7.20,10 | SA/B       |
| 2         | Jana Thieme Manuela Lutze       | Tyskland   | 7.21,13 | SA/B       |
| 3         | Daniela Oronova Galina Kamenova | Bulgarien  | 7.36,48 | SA/B       |
| 4         | Dolores Amaya María Garisoain   | Argentina  | 7.57,05 | R          |
| 5         | Min Byeong-sun Park Yeong-ja    | Sydkorea   | 8.34,55 | R          |

### Heat 3
| Placering | Roddare                              | Land          | Tid     | Noteringar |
| --------- | ------------------------------------ | ------------- | ------- | ---------- |
| 1         | Irene Eijs Eeke van Nes              | Nederländerna | 7.23,12 | SA/B       |
| 2         | Philippa Baker Brenda Lawson         | Nya Zeeland   | 7.26,83 | SA/B       |
| 3         | Tetiana Ustiuzhanina Olena Reutova   | Ukraina       | 7.27,12 | SA/B       |
| 4         | Kristine Bjerknes Kristine Klaveness | Norge         | 7.30,32 | R          |

## Återkval
De tre högst placerade kvalificerade sig för semifinalerna, medan övriga blev utslagna.
| Placering | Roddare                              | Land      | Tid     | Noteringar |
| --------- | ------------------------------------ | --------- | ------- | ---------- |
| 1         | Kristine Bjerknes Kristine Klaveness | Norge     | 7.43,75 | SA/B       |
| 2         | Sanita Ozoliņa Liene Lutere          | Lettland  | 7.48,02 | SA/B       |
| 3         | Erika Bello Marianna Barelli         | Italien   | 7.52,07 | SA/B       |
| 4         | Dolores Amaya María Garisoain        | Argentina | 8.09,24 | E          |
| 5         | Min Byeong-sun Park Yeong-ja         | Sydkorea  | 8.44,34 | E          |

## Semifinaler
- A betyder att roddarna kvalificerade sig för A-finalen.
- B betyder att roddarna kvalificerade sig för B-finalen.

### Semifinal 1
| Placering | Roddare                              | Land        | Tid     | Noteringar |
| --------- | ------------------------------------ | ----------- | ------- | ---------- |
| 1         | Kathleen Heddle Marnie McBean        | Kanada      | 7.11,21 | A          |
| 2         | Philippa Baker Brenda Lawson         | Nya Zeeland | 7.15,57 | A          |
| 3         | Marina Hatzakis Bronwyn Roye         | Australien  | 7.15,58 | A          |
| 4         | Daniela Oronova Galina Kamenova      | Bulgarien   | 7.18,33 | B          |
| 5         | Michelle Knox-Zaloom Jennifer Devine | USA         | 7.21,97 | B          |
| 6         | Erika Bello Marianna Barelli         | Italien     | 7.38,85 | B          |

### Semifinal 2
| Placering | Roddare                              | Land          | Tid     | Noteringar |
| --------- | ------------------------------------ | ------------- | ------- | ---------- |
| 1         | Zhang Xiuyun Cao Mianying            | Kina          | 7.15,47 | A          |
| 2         | Irene Eijs Eeke van Nes              | Nederländerna | 7.16,39 | A          |
| 3         | Jana Thieme Manuela Lutze            | Tyskland      | 7.19,62 | A          |
| 4         | Kristine Bjerknes Kristine Klaveness | Norge         | 7.26,24 | B          |
| 5         | Tetiana Ustiuzhanina Olena Reutova   | Ukraina       | 7.28,53 | B          |
| 6         | Sanita Ozoliņa Liene Lutere          | Lettland      | 7.32,00 | B          |

## Finaler

### B-final
| Placering | Roddare                              | Land      | Tid     | Noteringar |
| --------- | ------------------------------------ | --------- | ------- | ---------- |
| 1         | Kristine Bjerknes Kristine Klaveness | Norge     | 6.53,31 |            |
| 2         | Tetiana Ustiuzhanina Olena Reutova   | Ukraina   | 6.53,96 |            |
| 3         | Michelle Knox-Zaloom Jennifer Devine | USA       | 6.58,78 |            |
| 4         | Daniela Oronova Galina Kamenova      | Bulgarien | 7.00,14 |            |
| 5         | Sanita Ozoliņa Liene Lutere          | Lettland  | 7.06,47 |            |
| 6         | Erika Bello Marianna Barelli         | Italien   | 7.16,54 |            |

### A-final
| Placering | Roddare                       | Land          | Tid     | Noteringar |
| --------- | ----------------------------- | ------------- | ------- | ---------- |
| 1         | Kathleen Heddle Marnie McBean | Kanada        | 6.56,84 |            |
| 2         | Zhang Xiuyun Cao Mianying     | Kina          | 6.58,35 |            |
| 3         | Irene Eijs Eeke van Nes       | Nederländerna | 6.58,74 |            |
| 4         | Marina Hatzakis Bronwyn Roye  | Australien    | 7.01,26 |            |
| 5         | Jana Thieme Manuela Lutze     | Tyskland      | 7.04,14 |            |
| 6         | Philippa Baker Brenda Lawson  | Nya Zeeland   | 7.09,92 | B          |